# Astrosphaeriella aosimensis
Astrosphaeriella aosimensis är en svampart som beskrevs av I. Hino & Katum. 1956. Astrosphaeriella aosimensis ingår i släktet Astrosphaeriella och familjen Melanommataceae.   Inga underarter finns listade i Catalogue of Life.